# Dave Hill
David John Hill (født 4. april 1946 i Fleet Castle, Devon, England) er leadguitarist i det britiske glam rock-band Slade.
Dave Hill spillede oprindeligt sammen med trommeslager Don Powell i bandet The Vendors. The Vendors skiftede navn til The N'Betweens, bassist Jimmy Lea og sanger Noddy Holder stødte til, hvorefter Slade blev grundlagt.
Der var ikke mange penge, da den unge Dave Hill begyndte at spille guitar, og højrehåndsguitarer var langt billigere end venstrehånds. Skønt Hill er venstrehåndet, lærte han derfor at spille og spiller stadig som højrehåndet. Hills mest kendte guitar var den John Birch-"SUPERYOB", som blev bygget i 1973. Den blev en vital del af Hills image, ligesom hans høje plateaustøvler, hans brede grin, det runde pandehår og de uhyrlige kostumer.
Dave Hill var kendt som bandets klovn, og hans bizarre kostumer forfærdede Slades bassist og komponist Jim Lea. Hill lo bare ad det og sagde om deres hits, "You write 'em, I sell 'em" ("Du skriver dem, jeg sælger dem"). Og det var i hvert fald sandt, at når man én gang havde set Dave Hill, så glemte man ham aldrig igen, for han lignede ikke nogen som helst anden på denne jord.
Sideløbende med Slade udgav Dave Hill og Noddy Holder i 1989 og 1990 to singler under navnet Blessing in Disguise.
Slade gik i opløsning i 1991, men Dave Hill besluttede at fortsætte under navnet Slade II sammen med bl.a. Don Powell og sangeren Steve Whalley fra Redbeards of Texas. Bandet turnerer i Europa og har udgivet de to albummer Keep On Rockin og Cum On Let's Party!. I 1997 blev bandnavnet forkortet tilbage til Slade.
Dave Hill giftede sig i 1970'erne i Mexico City med sin kæreste Janet, og de har børnene Jade Bibi og Sam. Hill og hans kone er blevet Jehovas Vidne, og de bor i Lower Penn, Staffordshire, England, hvor Hill lejlighedsvis underviser i musik på Lower Penn-skolen.